# تولیووو
تولیووو (به لهستانی:  Tuliłów) یک روستا در لهستان است که در گمینا مینزژتس پودلاسکی واقع شده‌است.